# Abisara kausamboides
Abisara kausamboides är en fjärilsart som beskrevs av De Niceville 1896. Abisara kausamboides ingår i släktet Abisara och familjen Riodinidae. Inga underarter finns listade i Catalogue of Life.